# Archie Stark
Archibald McPherson Stark (21 de diciembre de 1897 , Glasgow, Escocia - 27 de mayo de 1985, Kearny, Nueva Jersey, Estados Unidos) fue un futbolista estadounidense de origen escocés que jugó de delantero. 
Tiene el récord como el jugador con más goles en una temporada en la historia del fútbol estadounidense con 70 anotaciones en 1924-25 jugando por el Bethlehem Steel.
Es miembro de la National Soccer Hall of Fame desde 1950.

## Trayectoria
Archie Stark nació en Escocia, al igual que su hermano Tommy Stark. Dejó su país natal para emigrarse a los Estados Unidos cuando tenía apenas 13 años de edad. Su familia se instaló en Nueva Jersey, y él inmediatamente fichó por un equipo amateur lamado West Hudson Juniors, aunque partió como defensa. Firmó su primer contrato profesional por los Kearny Scots que jugó hasta el año 1916, posteriormente fue traspasado al Babcock & Wilcox. Stark interrumpió su carrera en 1917 para alistarse voluntariamente en el Ejército estadounidense durante la Primera Guerra Mundial.
Luego de retornar a Norteamérica en 1919, restableció su carrera como futbolista para jugar por el equipo de Paterson F.C. y posteriormente por el Erie A.A.. En 1921 se mudó al New York Field Club de la American Soccer League: con el club neoyorquino actuó 69 veces y anotó 45 goles. En 1924 fichó por el Bethlehem Steel, durante su estadía en el equipo de Pensilvania, registró 64 goles de 44 partidos en la temporada 1924/1925 y en el historial con el club llegó a los 240 anotaciones por liga. Ganó diversos torneos de campeonato, incluyendo el título de la National Challenge Cup en 1926.
Debido a los problemas económicos del campeonato a raíz de la crisis económica de 1929, terminó su hegemonía goleadora. Abandonó el combinado de Pensilvania en 1930 y fue a probar suerte en el equipo de los Newark Americans. En 1933 fichó por los Kearny Irish y en el mismo año ganaron el título de campeonato.

## Selección nacional
Stark jugó dos partidos por la selección estadounidense, ambos ante Canadá en 1925. El primero disputado en junio, fue derrota por 0-1 en Montreal. En noviembre, pero esta vez en Nueva York, fue goleada de los estadounidenses por 6-1 y Stark anotó 5 goles en ese encuentro.
Fue invitado para completar la nómina del equipo nacional para la primera Copa Mundial de la FIFA en 1930, sin embargo, rechazó la invitación por motivos económicos.

## Clubes
| Club                | País           | Año         |
| ------------------- | -------------- | ----------- |
| Kearny Scots        | Estados Unidos | 1912 - 1916 |
| Babcock & Wilcox    | Estados Unidos | 1916 - 1917 |
| West Hudson A.A.    | Estados Unidos | 1917        |
| Paterson F.C.       | Estados Unidos | 1919        |
| Erie A.A.           | Estados Unidos | 1919 - 1921 |
| New York Field Club | Estados Unidos | 1921 - 1924 |
| Bethlehem Steel     | Estados Unidos | 1924 - 1930 |
| Fall River F.C.     | Estados Unidos | 1930        |
| Newark Americans    | Estados Unidos | 1930 - 1932 |
| Kearny Irish        | Estados Unidos | 1933 - 1934 |